# L'ammaestratore di Istanbul
L'ammaestratore di Istanbul è una graphic novel scritta da Elettra Stamboulis e disegnata da Gianluca Costantini e pubblicata da Comma 22 nel 2008 e da GIUDA Edizioni nel 2013. Nel 2013 esce come ebook per la casa editrice VandaePublishing. Mentre al confine infuria l'ultima guerra del Libano, Elettra e Gianluca percorrono le trafficate e caotiche strade di Istanbul alla ricerca delle tracce di Osman Hamdi Bey. Pittore, archeologo, intellettuale, Osman è l'uomo che ha rivoluzionato la cultura figurativa ottomana. Il romanzo grafico insieme una sua biografia e un diario di viaggio esplora l'immaginario della soglia d'oriente che si scopre occidentale, dipingendo una Istanbul narratrice di storie.